# Holbæk Slot
Holbæk Slot blev grundlagt i Holbæk i 1236 af Valdemar Sejr og ca. 50 år senere fik byen købstadsstatus. Kun slotsbanken og en del af voldgraven er bevaret. Den østlige voldgrav er 60 m lang i nord-sydlig retning og den sydlige ca. 40 m i øst-vestlig retning. En mindre rest fra selve slottet er bevaret i kælderen på en nyere bygning, der er opført på stedet i 1809.